# Two for the Money
Two for the Money (titulada Apostando al límite en España y Dos por el dinero en Hispanoamérica) es una película de 2005 dirigida por D.J. Caruso y protagonizada por Matthew McConaughey, Al Pacino y Rene Russo. La película trata sobre el mundo de los juegos deportivos.

## Argumento
Brandon Lang (McConaughey) toma un trabajo dentro del fútbol. Su éxito eligiendo ganadores llama la atención de Walter Abrams (Al Pacino), la cabeza hábil de una de las más grandes operaciones de consulta de deportes en los Estados Unidos. Walter le enseña a Brandon algunas cosas, y pronto estarán haciendo tremendos montos de dinero.

## Elenco
- Matthew McConaughey - Brandon Lang, alias John Anthony
- Al Pacino - Walter Abrams
- Rene Russo - Toni Abrams
- Armand Assante - C.M. Novian
- Jeremy Piven - Jerry Sykes
- Jaime King - Alexandria
- Charles Carroll - Chuck Adler